# 63-я отдельная механизированная бригада (Украина)
63-я отдельная механизированная бригада (укр. 63-тя окрема механізована бригада, сокр. 63 ОМБр) — тактическое соединение  Сухопутных войск Украины.

## История

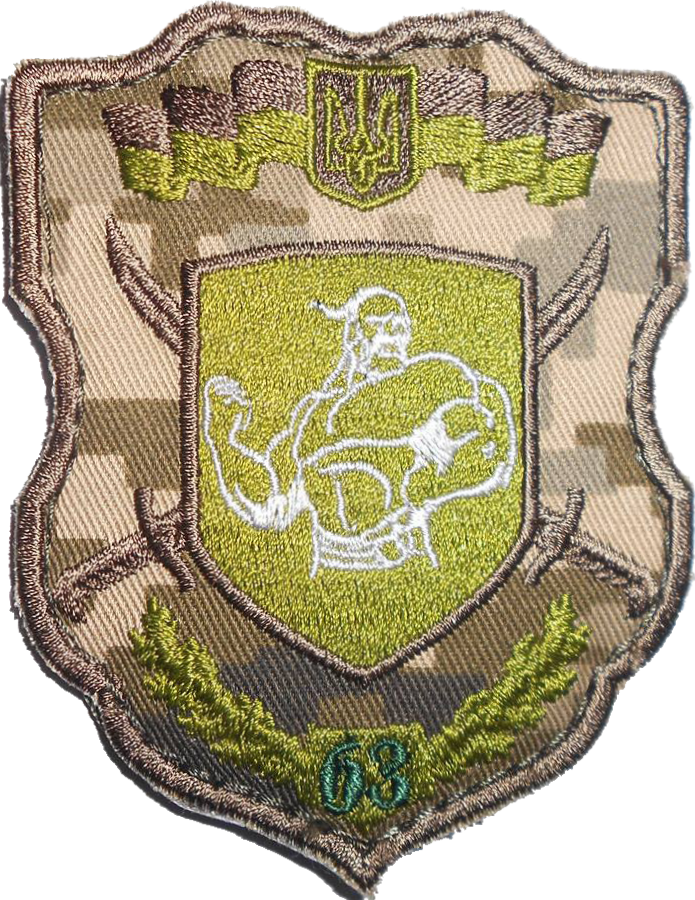
Бывший нарукавный знак подразделения

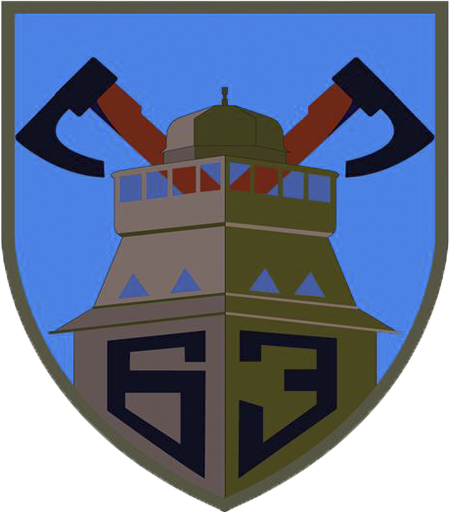
Другой вариант нарукавного знака подразделения

В октябре 2017 года на одном из полигонов бригада проходила боевое согласование и подготовку своих подразделений к боевому применению. Сообщалось, что в ближайшее время личный состав бригады будет командирован выполнять задачи в зоне АТО.
9 октября 2017 года бригада в полном составе прибыла в зону антитеррористической операции, где в дальнейшем будет выполнять боевые задачи.
В июле 2019 года бригада получила в своё распоряжение военный городок в Староконстантинове Хмельницкой области. Согласно распоряжению Министерства обороны, воинской части переданы для содержания и эксплуатации две казармы, десять хранилищ для техники, контрольно-пропускные пункты, часовое помещение, складские и другие хозяйственные помещения, ранее находившиеся на балансе Хмельницкого квартирно-эксплуатационного отдела.
В марте 2023 года военнослужащие бригады были замечены в районе города Кременная(Луг.обл)